# 井川一宏
井川 一宏（いがわ かずひろ、1944年9月26日 - ）は、日本の経済学者。専門は、国際貿易論・資本移動。学位は、Ph.D.（ジョンズ・ホプキンズ大学）、経済学博士（神戸大学）。神戸大学名誉教授。神戸大学経済経営研究所所長や、日本国際経済学会会長、ハワイ大学客員教授などを歴任した。国際協力事業団国際協力功労者表彰受賞。

## 人物・経歴
広島県生まれ。広島大学附属高等学校を経て、1968年広島大学政経学部卒業。1971年大阪大学大学院経済学研究科博士課程退学。1981年ジョンズ・ホプキンズ大学経済学博士（Ph.D.）。1984年ノースウェスタン大学客員研究員。1985年経済学博士（神戸大学）の学位を取得。
1987年神戸大学経済経営研究所教授。1990年日本国際経済学会理事。1995年ハワイ大学客員教授。1992年神戸大学大学院国際協力研究科教授兼任。1997年神戸大学評議員、財団法人神戸大学六甲台後援会理事。1998年神戸大学経済経営研究所所長、財団法人神戸大学六甲台後援会理事、兼松貿易研究基金理事。2000年財団法人神戸大学六甲台後援会評議員、兼松貿易研究基金評議員。2000年日本国際経済学会会長。2002年日本国際経済学会顧問。2003年国際協力事業団国際協力功労者表彰（個人の部）受賞。2004年兼松貿易研究基金常務理事。2005年蘭州大学客員教授。2007年神戸大学名誉教授、京都産業大学経済学部教授。定年退職後、京都産業大学大学院経済学研究科客員教授、広島経済大学経済学部経済学科非常勤講師、公益財団法人兼松貿易研究基金理事など。2019年富山大学外部評価委員会委員。2023年、瑞宝中綬章受章。

## 著作

### 著書
- 『国際収支と資産選択 : 理論的接近』神戸大学経済経営研究所 1974年
- 『変動相場と国際経済』神戸大学研究双書刊行会 1984年
- 『基礎国際経済学』（林原正之, 佐竹正夫, 青木浩治と共著）中央経済社 2000年
- 『韓国の構造改革と日韓・東アジアの経済協力』金奉吉 共編著 神戸大学経済経営研究所 2003年
- 『国際経済理論』（中西訓嗣, 広瀬憲三と共編）有斐閣 2003年
- 『韓・日FTAと韓国IT産業 : グローバル化と東アジア経済統合の進展の中で』（趙炳澤と共編著）神戸大学経済経営研究所 2006年

### 訳書
- ロバート・マンデル著『国際経済学』（渡辺太郎, 箱木真澄と共訳）ダイヤモンド社 1971年